# Oslo Spektrum
Het Oslo Spektrum is een multifunctionele arena in Oslo (Noorwegen). Jaarlijks worden er gemiddeld 100 evenementen gehouden in de arena voor in totaal zo'n 400.000 bezoekers. Tachtig procent van deze evenementen zijn muziekconcerten en andere opvoeringen, 17 procent zijn beurzen en conferenties en 3 procent van de evenementen zijn sportgericht.
De arena heeft ingebouwde voorzieningen voor het maken van een ijsbaan, hoewel er nog maar weinig ijshockeywedstrijden meer worden gespeeld.
De arena werd ontworpen door  LPO arkitekte. De muren aan de buitenkant werden versierd met keramische tegels met daarop opdrukken van Duits kunstenaar Rolf Nesch. De arena wordt beheerd door de Norges Varemesse.

## Geschiedenis
De arena werd geopend in juni 1991. Het was onderdeel van de herinrichting van het industriële gebied van Grønland en Vaterland, twee wijken in Oslo.
Het Eurovisiesongfestival van 1996 vond plaats in het Oslo Spektrum.
In 2004 kreeg de arena een prijs van de gemeenteraad van Oslo voor een uitmuntende architecturale prestatie.